# Ача (село)
Ача — село в Болотнинском районе Новосибирской области. Административный центр Ачинского сельсовета.

## География
Площадь села — 62 гектара

## История
Основано в 1626 г. В 1926 году состояло из 152 хозяйств, основное население — русские. Центр Ачинского сельсовета Болотнинского района Томского округа Сибирского края.

## Население
| 2002 | 2007 | 2010 |
| ---- | ---- | ---- |
| 553  | ↘550 | ↘492 |

## Инфраструктура
В селе по данным на 2007 год функционируют 1 учреждение здравоохранения, 2 образовательных учреждения.